# 沧州文庙
沧州文庙，位于中国河北省沧州市晓市街，为沧州市的一个省级文物保护单位，类型为古建筑，公布时间为1993年7月15日。
沧州文庙的历史年代为明、清。